# هيلين ديفوس
هيلين ديفوس (بالإنجليزية: Helen DeVos)‏ هي سيدة أعمال أمريكية، ولدت في 24 فبراير 1927 في غراند رابيدز في الولايات المتحدة، وتوفيت في 18 أكتوبر 2017 في بلدة آدا في الولايات المتحدة بسبب ابيضاض الدم.